# Walter Ritter von Baeyer

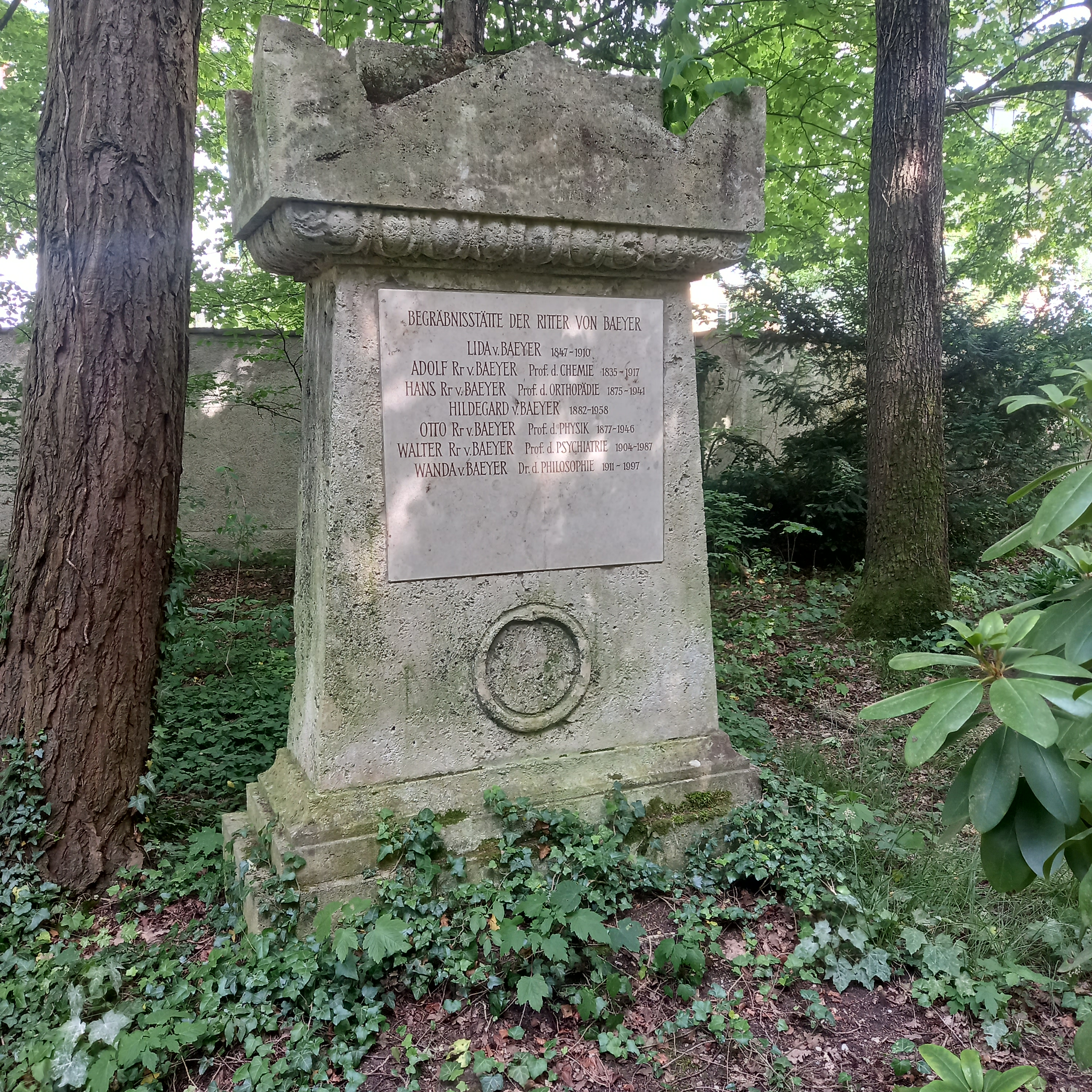
Das Grab von Walter Ritter von Baeyer und seiner Ehefrau Wanda, geborene von Katte, im Familiengrab auf dem Waldfriedhof (München)

Walter Ritter von Baeyer (* 28. Mai 1904 in München; † 26. Juni 1987 in Heidelberg) war ein deutscher Psychiater und Hochschullehrer.
In der Nachkriegszeit gingen von Baeyer wesentliche Impulse für die deutsche Psychiatrie aus, insbesondere zur Sozialpsychiatrie. In seine Amtszeit fiel auch die Auseinandersetzung mit dem Sozialistischen Patientenkollektiv Heidelberg. Von Baeyer forschte u. a. zu Psychiatrie und NS-Opfern und begutachte in diesen Zusammenhang jüdische Holocaustüberlebende, die psychiatrische Symptome entwickelt hatten.

## Leben

### Familie
Walter Ritter von Baeyer war der Sohn des Orthopäden und Hochschullehrers Hans Ritter von Baeyer und dessen Ehefrau Hildegard von Baeyer, geborene Merkel (1882–1958). Sein Großvater war Johann Friedrich Wilhelm Adolf Ritter von Baeyer (1835–1917), der 1905 den Nobelpreis für Chemie erhielt.
Seit 1936 war er mit Marie Wanda Baeyer, geborene von Katte (1911–1997), verheiratet, die u. a. Leiterin des Rechtsausschusses der Bayerischen Frauenvereine, Lehrbeauftragte für Psychologie war. Das Paar hatte zwei Söhne und eine Tochter.

### Studium und Berufseinstieg
Baeyer absolvierte ab 1922 ein Studium der Medizin an den Universitäten München, Berlin und Heidelberg, das er 1927 mit dem Staatsexamen abschloss. Er wurde 1927 zum Dr. med. promoviert und erhielt im Jahr darauf die Approbation. Seine Medizinalpraktikantenzeit verbrachte er an den Universitätskliniken in München, Berlin und Heidelberg. Danach war er Assistenzarzt an der Neurologischen Abteilung der Universitätsklinik Breslau und der Psychiatrie der Universitätsklinik Heidelberg. In Heidelberg war er von 1929 bis 1933 Schüler des Psychiaters Karl Wilmanns.

### NS-Zeit und Zweiter Weltkrieg – Sanitätsoffizier
Von Januar 1934 bis März 1935 war er als wissenschaftlicher Mitarbeiter der Genealogischen Abteilung am Kaiser-Wilhelm-Institut für Psychiatrie unter Ernst Rüdin in München tätig. Von 1935 bis 1945 war er Sanitätsoffizier der Wehrmacht und während des Zweiten Weltkrieges als beratender Psychiater bei der 16. Armee an der Ostfront, zuletzt im Rang eines Oberstabsarztes. Zu seinen Aufgaben als beratender Militärpsychiater gehörte auch die Erstellung von Gutachten über sogenannte „Kriegsneurotiker“ im Rahmen von Prozessen vor Kriegsgerichten. Während des Krieges arbeitete er zur Psychopathie und in der Endphase des Krieges auch zu Fleckfieber. Eine spätere Habilitation wurde ihm wegen des Einspruchs der NS-Dozentenschaft 1944 an der Universität München verwehrt.

### Nachkriegszeit – Hochschullehrer in Heidelberg
Nach Kriegsende hatte er zwischen Mai und September des Jahres 1945 eine „amtslose Zeit“. Anschließend bekleidete er vom 15. September 1945 bis 31. Oktober 1955 den Chefarztposten der Psychiatrischen und Nervenklinischen Abteilung des städtischen Krankenhauses Nürnberg und wurde zum Obermedizinalrat ernannt. 1947 holte er in Erlangen bei Friedrich Meggendorfer die ihm zuvor verwehrte Habilitation für das Fach Neurologie und Psychiatrie nach und wurde dort im März 1948 außerordentlicher Professor. Ende Oktober 1955 wurde er als Nachfolger Kurt Schneiders Professor und Direktor der Psychiatrisch-Neurologischen Klinik Heidelberg. Ab August 1960 war er für ein Jahr Dekan an der medizinischen Fakultät der Universität Heidelberg, wo er bis zu seiner Emeritierung im März 1972 wirkte.
Von 1966 bis 1971 war er Vizepräsident des Weltverbands für Psychiatrie. Ab 1964 gehörte er dem Vorstand des Deutschen Vereins für öffentliche und private Fürsorge an. Er gehörte zu den Begründern des Ausschusses zur Psychobiologie (Katastrophenmedizin) der Schutzkommission beim Bundesinnenministerium. 1975 begründete er das Zentralinstitut (ZI) für Seelische Gesundheit in Mannheim mit. Er war 1977 Mitbegründer der Deutschen Vereinigung gegen politischen Missbrauch der Psychiatrie (DVpMP), die seit 1999 den Namen Walter-von-Baeyer-Gesellschaft für Ethik in der Psychiatrie e. V. (GEP) trägt. Von 1950 bis 1975 war er Mitherausgeber der Fachzeitschrift Der Nervenarzt.

## Auszeichnungen
- 1971: Großes Verdienstkreuz der Bundesrepublik Deutschland
- 1976: Goldene Kraepelin-Medaille[8]

## Schriften (Auswahl)
- Zur Genealogie psychopathischer Schwindler und Lügner. G. Thieme, Leipzig 1935.
- mit Reinhard Aschenbrenner: Epidemisches Fleckfieber. Eine klinische Einführung. Enke, Stuttgart 1944.
- Die moderne psychiatrische Schockbehandlung. Thieme, Stuttgart 1951.
- mit Heinz Häfner und Karl Peter Kisker: Psychiatrie der Verfolgten. Psychopathologische und gutachtliche Erfahrungen an Opfern der nationalsozialistischen Verfolgung und vergleichbarer Extrembelastungen. Springer, Berlin / Göttingen / Heidelberg 1964.
- mit Richard M. Griffith (Hrsg.): Conditio humana. Erwin W. Straus on his 75. birthday. Springer, Berlin / Heidelberg / New York 1966.
- Walter Ritter von Baeyer. In: Ludwig J. Pongratz: Psychiatrie in Selbstdarstellungen. Huber, Bern 1977, ISBN 3-456-80307-9, S. 9–34.
- mit Wanda von Baeyer-Katte: Angst. Suhrkamp, Frankfurt 1971; ebd. 1973, ISBN 3-518-06618-8.
- Wähnen und Wahn. Ausgewählte Aufsätze. Enke, Stuttgart 1979, ISBN 3-432-90281-6.
- mit Werner Binder: Endomorphe Psychosen bei Verfolgten. Statistisch-klinische Studien an Entschädigungsgutachten. Springer, Berlin / Heidelberg / New York 1982, ISBN 3-540-11673-7.